# Роктон (Илиноис)
Роктон (енгл. Rockton) град је у америчкој савезној држави Илиноис.

## Демографија
По попису из 2010. године број становника је 7.685, што је 2.389 (45,1%) становника више него 2000. године.
| Група             | 2000.         | 2010.         |
| Белци             | 5.111 (96,5%) | 7.101 (92,4%) |
| Афроамериканци    | 37 (0,7%)     | 105 (1,4%)    |
| Азијати           | 43 (0,8%)     | 85 (1,1%)     |
| Хиспаноамериканци | 81 (1,5%)     | 278 (3,6%)    |
| Укупно            | 5.296         | 7.685         |